# 朝鮮民主主義人民共和國馬鈴薯產業

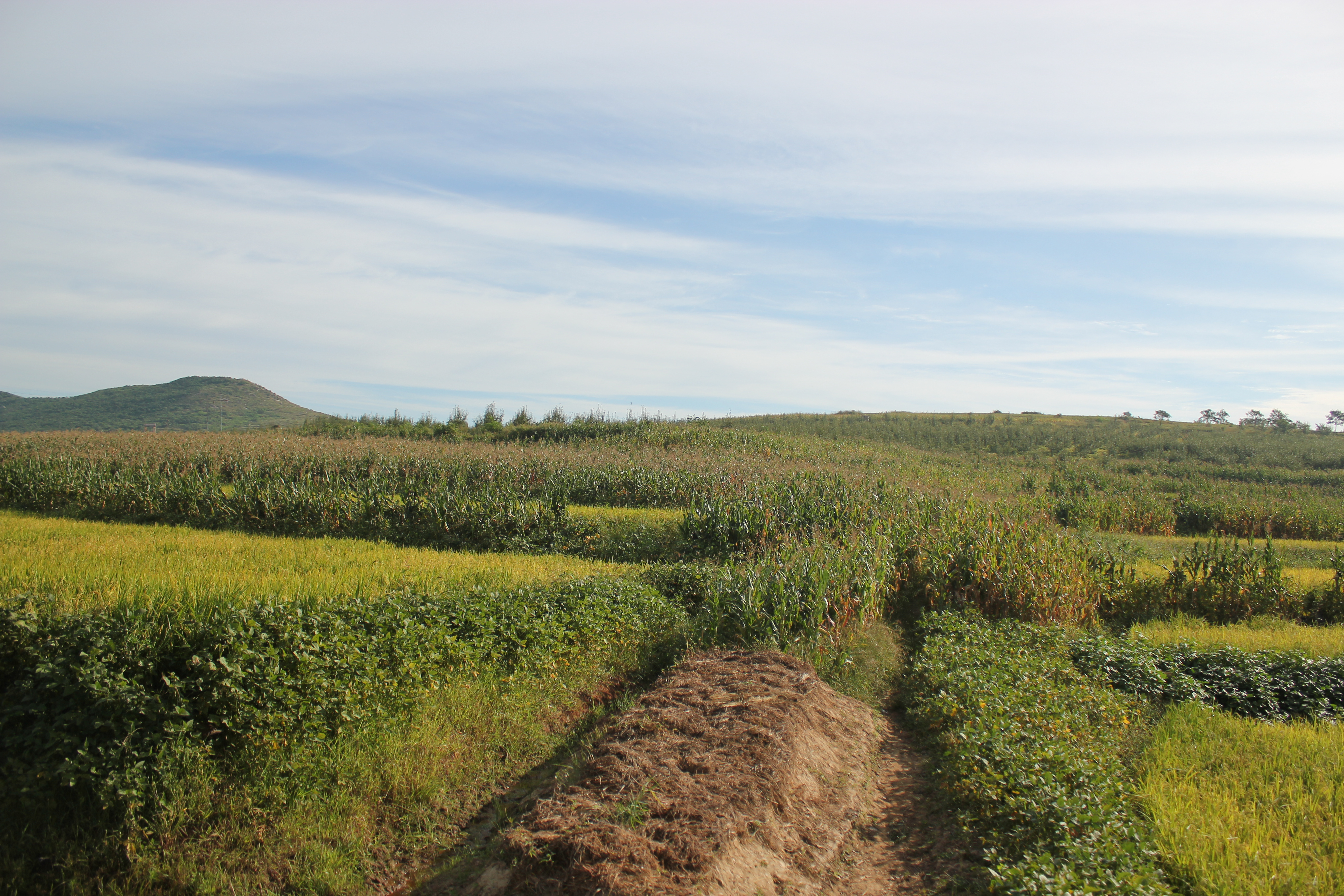
南浦附近的馬鈴薯田

北韓馬鈴薯產業始於19世紀初馬鈴薯被引入朝鮮半島，對朝鮮民主主義人民共和國人民的生計至關重要，自1990年代大飢荒以來，北韓的馬鈴薯種植面積迅速增長，人均年消費量從16公斤增加到60公斤。

## 歷史
朝鮮半島的馬鈴薯種植從19世紀早期開始，可能是從中國引進的。在日本佔領朝鮮半島期間，馬鈴薯在糧食供應中的重要程度不斷提升，特別是在第二次世界大戰期間由於大日本帝國掠奪了朝鮮半島大部分的大米以供應其本土，使馬鈴薯一度成為了當地居民主要的糧食。在1952年至1953年的一次馬鈴薯中毒事件中，至少有322名朝鮮人受到食用爛馬鈴薯的影響，其中52人住院，22人死亡。使時任內閣首相金日成下令農民應該專注於其他作物，例如水稻和玉米。
随着1990年代朝鲜大饑荒加剧，朝鮮勞動黨又开始重視馬鈴薯的生產。北韓最高人民會議1997年的一項法令旨在增加包括馬鈴薯在內的所有農作物的產量，然而此時北韓人早已忘記了關於馬鈴薯種植的大部分技術知識，甚至很少有人能製作馬鈴薯菜餚。1999年時任朝鮮勞動黨總書記金正日下令大力推廣馬鈴薯，一些人道主義組織援助朝鮮生產馬鈴薯，自1990年代後期以來，瑞典等國的援助組織一直在幫助北韓農民種植馬鈴薯。第一個馬鈴薯種薯水培農場於2000年在平壤建立，隨後在其他地方又建立了三個農場，朝鮮農業科學院、世界宣明會和亞太和平委員會於2007年在大紅湍郡建立了第五個馬鈴薯種薯水培農場，預期將馬鈴薯生產品質提高50%，同年三位北韓研究員訪問芬蘭，研究馬鈴薯種植。

## 技術
北韓的馬鈴薯生產在2008年引起了聯合國糧農組織的關注，糧農組織制定了一項為期四年的計劃，包括注資350萬美元用於引進現代的馬鈴薯種植方法，該計劃基於北韓馬鈴薯產區的氣候條件在不同地區引種合適的品種，預計可將北韓馬鈴薯總產量提高50%左右。此外，北韓更多的土地將用於改良馬鈴薯品種，包括引入種子認證標準，為農民提供國際馬鈴薯中心基因庫的使用權，引入馬鈴薯種子以減少透過塊莖傳播的病害，以及為農民開設田間學校。除糧農組織外，瑞士發展援助基金會還支持包括提高馬鈴薯種子品質、防治害蟲的耕作技術、正確使用化肥、更好的倉儲和培訓農民進行馬鈴薯種子生產的活動。

## 種植
2006年，北韓的馬鈴薯種植面積為188,388公頃，總產量為470,451噸，春季品種的平均單產水平為9.3噸/公頃，夏季作物為10.7噸/公頃，引入和培育的新品種顯示出100%至160%的增產幅度。2007年，北韓馬鈴薯種植面積為8,732,961公頃，總產量為1,900,000噸，平均產量為10噸/公頃，產量位居亞洲第10位。北韓還引入了低投入、短周期的馬鈴薯-水稻間作種植系統，使每公頃的馬鈴薯和大米產量達到32噸。

## 加工
大米曾經是朝鮮的主要農產品，但馬鈴薯已取代了大米成為農村地區的主要主食。加入胡蘿蔔、蘑菇和洋蔥並用胡椒調味的馬鈴薯湯是一道受歡迎的菜餚，由馬鈴薯製成的麵製品也很受歡迎，包括馬鈴薯粉冷麵和由馬鈴薯粉與大蔥、香蔥和辣椒混合製成的炸馬鈴薯餅。